# Lista siturilor arheologice din județul Dolj - G
Lista siturilor arheologice din județul Dolj - G conține toate siturile arheologice din județul Dolj înscrise în Repertoriul Arheologic Național (RAN) și aflate în localități al căror nume începe cu litera G. RAN este administrat de Ministerul Culturii și Patrimoniului Național și cuprinde date științifice, cartografice, topografice, imagini și planuri, precum și orice alte informații privitoare la zonele cu potențial arheologic, studiate sau nu, încă existente sau dispărute.
Puteți căuta un sit din localitățile care încep cu litera G folosind formularul de mai jos sau puteți naviga prin toate siturile din județ la Lista siturilor arheologice din județul Dolj.
| Cod RAN                                  | Denumire | Localitate                            | Adresă                          | Datare                             | Descoperit | Coordonate | Imagine           | Erori            |
| ---------------------------------------- | --- | ------------------------------------- | ------------------------------- | ---------------------------------- | ---------- | ---------- | ----------------- | ---------------- |
| 72392.01.01 (Cod LMI: DJ-I-s-B-07891)    | Villa rustica de la Galicea Mare / ansamblu anonim (Categorie: locuire civilă) (Tip: Villa rustica)                                | sat Galicea Mare, comuna Galicea Mare |                                 | romană sec. III - IV               |            |            | Încărcați imagine | Raportați eroare |
| 73683.01.01 (Cod LMI: DJ-I-s-B-07892)    | Așezarea daco-romană de la Ghidici - "La Sisica" / ansamblu anonim (Categorie: locuire civilă) (Tip: Așezare)                      | sat Ghidici, comuna Ghidici           | La Sisica; La Digu lui Milu     | sec. II - III                      |            |            | Încărcați imagine | Raportați eroare |
| 73148.01.01 (Cod LMI: DJ-I-s-B-07895)    | Cetatea daco-romană de la Godeni - "La Pleașa" / ansamblu anonim (Categorie: locuire civilă) (Tip: Cetate)                         | sat Godeni, comuna Melinești          | La Pleașa                       | sec. II - III                      |            |            | Încărcați imagine | Raportați eroare |
| 73148.02.01 (Cod LMI: DJ-I-s-B-07896)    | Situl arheologic de la Godeni - "Piscul cu jidovi" / ansamblu anonim (Categorie: locuire civilă) (Tip: Așezare fortificată)        | sat Godeni, comuna Melinești          | Piscul cu jidovi                | Verbicioara                        |            |            | Încărcați imagine | Raportați eroare |
| 73148.02.02 (Cod LMI: DJ-I-s-B-07896)    | Situl arheologic de la Godeni - "Piscul cu jidovi" / ansamblu anonim (Categorie: locuire civilă) (Tip: Așezare)                    | sat Godeni, comuna Melinești          | Piscul cu jidovi                | Coțofeni                           |            |            | Încărcați imagine | Raportați eroare |
| 73148.02.03 (Cod LMI: DJ-I-s-B-07896)    | Situl arheologic de la Godeni - "Piscul cu jidovi" / ansamblu anonim (Categorie: locuire civilă) (Tip: Așezare)                    | sat Godeni, comuna Melinești          | Piscul cu jidovi                | Sălcuța                            |            |            | Încărcați imagine | Raportați eroare |
| 72542.01.01 (Cod LMI: DJ-I-s-B-07893)    | Așezarea hallstattiană de la Giurgița - "La Cetățui" / ansamblu anonim (Categorie: locuire civilă) (Tip: Așezare fortificată)      | sat Giurgița, comuna Giurgița         | La Cetățui                      |                                    |            |            | Încărcați imagine | Raportați eroare |
| 72542.02.01 (Cod LMI: DJ-I-m-B-07894.02) | Necropola de la Portărești - Giurgița - "La Dârvari" / ansamblu anonim (Categorie: descoperire funerară) (Tip: Necropolă tumulară) | sat Giurgița, comuna Giurgița         | La Dârvari                      |                                    |            |            | Încărcați imagine | Raportați eroare |
| 72542.02.02 (Cod LMI: DJ-I-m-B-07894.01) | Necropola de la Portărești - Giurgița - "La Dârvari" / ansamblu anonim (Categorie: descoperire funerară) (Tip: Necropolă)          | sat Giurgița, comuna Giurgița         | La Dârvari                      | sec. XIV                           |            |            | Încărcați imagine | Raportați eroare |
| 73683.02.01                              | Situl arheologic de la Ghidici - "Balta Țarova I, II" / ansamblu anonim (Categorie: locuire civilă) (Tip: Așezare)                 | sat Ghidici, comuna Ghidici           | Balta Țarova I, Balta Țarova II | Gârla Mare                         |            |            | Încărcați imagine | Raportați eroare |
| 73683.02.02                              | Situl arheologic de la Ghidici - "Balta Țarova I, II" / ansamblu anonim (Categorie: locuire civilă) (Tip: Așezare)                 | sat Ghidici, comuna Ghidici           | Balta Țarova I, Balta Țarova II | Vârtop                             |            |            | Încărcați imagine | Raportați eroare |
| 73683.02.03                              | Situl arheologic de la Ghidici - "Balta Țarova I, II" / ansamblu anonim (Categorie: locuire civilă) (Tip: Așezare)                 | sat Ghidici, comuna Ghidici           | Balta Țarova I, Balta Țarova II | Celei                              |            |            | Încărcați imagine | Raportați eroare |
| 73683.02.04                              | Situl arheologic de la Ghidici - "Balta Țarova I, II" / ansamblu anonim (Categorie: locuire civilă) (Tip: Așezare)                 | sat Ghidici, comuna Ghidici           | Balta Țarova I, Balta Țarova II | sec. XVI                           |            |            | Încărcați imagine | Raportați eroare |
| 73683.02.05                              | Situl arheologic de la Ghidici - "Balta Țarova I, II" / ansamblu anonim (Categorie: locuire civilă) (Tip: necropola)               | sat Ghidici, comuna Ghidici           | Balta Țarova I, Balta Țarova II | Gârla Mare                         |            |            | Încărcați imagine | Raportați eroare |
| 73683.02.06                              | Situl arheologic de la Ghidici - "Balta Țarova I, II" / ansamblu anonim (Categorie: locuire civilă) (Tip: necropola)               | sat Ghidici, comuna Ghidici           | Balta Țarova I, Balta Țarova II |                                    |            |            | Încărcați imagine | Raportați eroare |
| 73683.02.08                              | Situl arheologic de la Ghidici - "Balta Țarova I, II" / ansamblu anonim (Categorie: locuire civilă) (Tip: Mormânt)                 | sat Ghidici, comuna Ghidici           | Balta Țarova I, Balta Țarova II | Bistreț-Ișalnița                   |            |            | Încărcați imagine | Raportați eroare |
| 73683.02.09                              | Situl arheologic de la Ghidici - "Balta Țarova I, II" / ansamblu anonim (Categorie: locuire civilă) (Tip: Mormânt)                 | sat Ghidici, comuna Ghidici           | Balta Țarova I, Balta Țarova II | Vârtop                             |            |            | Încărcați imagine | Raportați eroare |
| 70398.01.01                              | Situl arheologic de la Golenți - "Balta Golenți" / ansamblu anonim (Categorie: locuire civilă) (Tip: Așezare)                      | sat Golenți, municipiul Calafat       | Balta Golenți                   | daco-romană sec.IV                 |            |            | Încărcați imagine | Raportați eroare |
| 70398.01.02                              | Situl arheologic de la Golenți - "Balta Golenți" / ansamblu anonim (Categorie: locuire civilă) (Tip: Așezare)                      | sat Golenți, municipiul Calafat       | Balta Golenți                   | geto-dacică sec.I a.Chr - I p.Chr. |            |            | Încărcați imagine | Raportați eroare |
| 70398.02.01                              | Situl arheologic de la Golenți - "La Vârtej" / ansamblu anonim (Categorie: locuire civilă) (Tip: Așezare)                          | sat Golenți, municipiul Calafat       | La Vârtej                       | Starčevo - Criș                    |            |            | Încărcați imagine | Raportați eroare |
| 70398.02.02                              | Situl arheologic de la Golenți - "La Vârtej" / ansamblu anonim (Categorie: locuire civilă) (Tip: Așezare)                          | sat Golenți, municipiul Calafat       | La Vârtej                       | Cernavodă III - III                |            |            | Încărcați imagine | Raportați eroare |
| 70398.02.03                              | Situl arheologic de la Golenți - "La Vârtej" / ansamblu anonim (Categorie: locuire civilă) (Tip: Așezare)                          | sat Golenți, municipiul Calafat       | La Vârtej                       | sec. XV-XVI                        |            |            | Încărcați imagine | Raportați eroare |
| 72427.01.01                              | Situl arheologic de la Gârlești-Surupătoare / ansamblu anonim (Categorie: locuire) (Tip: Așezare)                                  | sat Gârlești, comuna Ghercești        | Surupătoare                     | Cârcea                             |            |            | Încărcați imagine | Raportați eroare |
| 72427.01.02                              | Situl arheologic de la Gârlești-Surupătoare / ansamblu anonim (Categorie: locuire) (Tip: Așezare)                                  | sat Gârlești, comuna Ghercești        | Surupătoare                     | Vinča - Dudești                    |            |            | Încărcați imagine | Raportați eroare |
| 72427.01.03                              | Situl arheologic de la Gârlești-Surupătoare / ansamblu anonim (Categorie: locuire) (Tip: Așezare)                                  | sat Gârlești, comuna Ghercești        | Surupătoare                     | Sălcuța                            |            |            | Încărcați imagine | Raportați eroare |
| 72427.01.04                              | Situl arheologic de la Gârlești-Surupătoare / ansamblu anonim (Categorie: locuire) (Tip: Așezare)                                  | sat Gârlești, comuna Ghercești        | Surupătoare                     | dacică sec.IV a.Ch.                |            |            | Încărcați imagine | Raportați eroare |
| 72427.01.05                              | Situl arheologic de la Gârlești-Surupătoare / ansamblu anonim (Categorie: locuire) (Tip: Așezare)                                  | sat Gârlești, comuna Ghercești        | Surupătoare                     | daco-romană sec.IV p.Ch            |            |            | Încărcați imagine | Raportați eroare |
| 72427.01.06                              | Situl arheologic de la Gârlești-Surupătoare / ansamblu anonim (Categorie: locuire) (Tip: necropola)                                | sat Gârlești, comuna Ghercești        | Surupătoare                     | Sălcuța                            |            |            | Încărcați imagine | Raportați eroare |